# Faustulus
Ifølge den romerske mytologi var Faustulus den hyrde der fandt Romulus og Remus hos hun-ulven Lupa på Palatinerhøjen. Sammen med sin kone Acca Larentia opfostrede Faustulus de to drenge.